# Monacrostichus citricola
Monacrostichus citricola is een vliegensoort uit de familie van de boorvliegen (Tephritidae). De wetenschappelijke naam van de soort werd voor het eerst geldig gepubliceerd in 1913 door Bezzi.